# Chattahoochee River
Chattahoochee River er en flod som løber  langs grænsen mellem delstaterne Georgia, Alabama og Florida i det sydøstlige USA. Den er 692 kilometer lang, og har et afvandingsområde  på 22.714 km². 
Floden har sit udspring i Blue Ridge Mountains i  Appalacherne i det nordligste Georgia. Den løber mod sydvest nord for centrum af storbyen Atlanta og danner derefter det halve af grænselinjen mellem Georgia og Alabama og også en del af grænsen mellem Georgia og Florida. I den kunstige Lake Seminole løber den sammen med floden Flint River og danner Apalachicola River, som fortsætter mod syd til den  Mexicanske Golf.